# فلاديمير لست
فلاديمير لست (بالتشيكية: Vladimír List)‏ هو مهندس تشيكي، ولد في 4 يونيو 1877 في براغ في التشيك، وتوفي في 27 مايو 1971 في برنو في التشيك.